# Севостьянов (Милютинский район)
Севостья́нов — хутор в Милютинском районе Ростовской области.
Входит в состав Селивановского сельского поселения.

## Население
| 2010 |
| ---- |
| 536  |

## Улицы
| - ул. Девятинская, - ул. Заречная, - ул. Зелёная, - ул. Молодёжная, - ул. Россошанская, | - ул. Садовая, - ул. Солнечная, - ул. Центральная, - ул. Школьная, - пер. Московский. |